# Équipe du Kazakhstan de rugby à XV
L'équipe du Kazakhstan de rugby à XV rassemble les meilleurs joueurs de rugby à XV du Kazakhstan, c’est la Fédération kazakhe de rugby à XV qui encadre l’équipe.

## Histoire
Le Kazakhstan participe tous les ans au Tournoi asiatique des Cinq Nations mais ne l'a jamais remporté. En effet, les nations asiatiques (mis à part le Japon) n'ont pas les moyens financiers pour affronter des nations de plus haut calibre (Roumanie, Géorgie, Russie), ce qui leur permettrait d'acquérir de l'expérience et de hausser leur niveau de jeu. Ils ne peuvent donc pas ou peu rivaliser avec le « leader » asiatique : le Japon.
L'équipe du Kazakhstan est classée à la 44e place au classement IRB du 28/04/2014.

## Palmarès
- Coupe du monde
  - 1995 : pas qualifié
  - 1999 : pas qualifié
  - 2003 : pas qualifié
  - 2007 : pas qualifié
  - 2011 : pas qualifié (défaite en barrage contre l’Uruguay).

## Joueurs actuels

### Les Avants
| Nom                   | Poste           | Naissance  | Club               | In |
| Evgeniy Antonov       | Talonneur       | 03/05/1974 | Enisey-STM         | X  |
| Sergey Menshikov      | Talonneur       | 07/12/1990 | Almaty RFC         | X  |
| Azat Abishev          | Pilier          | 19/11/1981 | Almaty RFC         | X  |
| Mikhail Bzhitskih     | Pilier          | 29/12/1986 | Novokuznetsk Rugby | X  |
| Vladimir Chernykh     | Pilier          | 12/08/1973 | Novokuznetsk Rugby | X  |
| Kentinmir Traporykh   | Pilier          | 09/04/1988 | Yug Krasnodar      | X  |
| Grigoriy Ivanchenko   | 2e Ligne        | 24/03/1985 | Almaty RFC         | X  |
| Yevgeniy Shekurov     | 2e Ligne        | 28/11/1978 | Novokuznetsk Rugby | X  |
| Ilya Poplavskiy       | 3e Ligne Aile   | 01/01/1985 | Novokuznetsk Rugby | X  |
| Anton Rudoy           | 3e Ligne Aile   | 21/02/1983 | Enisey-STM         | X  |
| Roman Sorokodzyuba    | 3e Ligne Aile   | 19/12/1988 | Novokuznetsk Rugby | X  |
| Serik Zhanseitov      | 3e Ligne Aile   | 08/07/1981 | CSKA Almaty        | X  |
| Timur Mashurov (cap.) | 3e Ligne Centre | 19/04/1981 | Almaty RFC         | X  |

### Les Arrières
| Nom                | Poste            | Naissance  | Club               | In |
| Akhmetzhan Baratov | Demi de Mêlée    | 15/12/1985 | Almaty RFC         | X  |
| Oleg Gusel’nikov   | Demi de Mêlée    | 25/04/1989 | Novokuznetsk Rugby | X  |
| Eugen Sheshin      | Demi de Mêlée    | 25/08/1978 | Krasny Yar         |    |
| Daulet Akymbekov   | Demi d’Ouverture | 06/04/1988 | CSKA Almaty        | X  |
| Sergey Harlov      | Demi d’Ouverture | 26/08/1983 | Enisey-STM         | X  |
| Ildar Abdrazakov   | 3/4 Centre       | 10/09/1987 | Almaty RFC         | X  |
| Denis Cherkashin   | 3/4 Centre       | 06/01/1979 | Almaty RFC         | X  |
| Alexandr Zakharov  | 3/4 Centre       | 17/09/1986 | Novokuznetsk Rugby | X  |
| Sergey Konev       | 3/4 Aile         | 06/10/1987 | CSKA Almaty        | X  |
| Luke O'Callaghan   | 3/4 Aile         | ??/??/19?? | Lansdowne RFC      |    |
| Yevgeniy Romanov   | 3/4 Aile         | 12/05/1987 | CSKA Almaty        | X  |
| Yuloy Romanov      | 3/4 Aile         | 13/03/1982 | Krasny Yar         |    |
| Maxim Lifontov     | Arrière          | 30/12/1986 | Enisey-STM         | X  |

## Joueurs emblématiques
- Anton Rudoy, 24 essais en 28 sélections
- Maxim Lifontov, buteur de l'équipe nationale
- Murat Ouembaev, ancien joueur d'Agen et Béziers en Top 16